# Мёртвое море (роман)
Мёртвое море (порт. Mar Morto) — роман в стиле модернизма, написан Жоржи Амаду. Амаду написал роман в ответ на свой первый арест за «коммунизм». В романе рассказывается о жизни бедных моряков в окрестностях Баии и их отношениях с афро-бразильской религией кандомбле, особенно с морской богиней Йеманжей. Стиль и темы романа включают в себя множество черт, характерных для более поздних работ Амаду.

## Развитие и стиль
«Мёртвое море» было написано в 1936 году, когда Жоржи Амаду в возрасте двадцати четырёх лет впервые был заключён в тюрьму по обвинению в том, что он коммунист. Он был арестован в Рио-де-Жанейро и провёл два месяца в тюрьме. После освобождения он был приглашён британским издателем Хосе Олимпио для создания нового романа. Проект «Мёртвое море» был начат в Салвадоре, штат Баия, и завершён в Рио-де-Жанейро. В том же году роман получил премию Граса Аранья Бразильской академии литературы.
«Мёртвое море» было пятым романом Хорхе Амадо и пятым из шести романов, которые он назвал «Баийскими романами». Он охарактеризовал «Мёртвое море» как «новое видение жизни моряков малых парусных судов на набережной столицы штата и в заливе». Это одна из его самых поэтически заряженных книг. Его переводчик Грегори Рабасса описывает его как «сентиментальный, трогательный и поэтичный». По мнению критика Фабио Лукаса, поэтическая проза романа должна была стать визитной карточкой творчества автора.

## Сюжет
«Мёртвое море» рассказывает истории о пристани Салвадора, штат Баия. Жизни моряков на шлюпах в заливе, в честь которого Баия получила своё название, сосредоточены на мифологии, окружающей богиню Йеманжу, «Королеву океана» или «Матерь вод», занимающей центральное место в этом романе, в котором изображена их ежедневная борьба за выживание. В романе представлены разнообразные персонажи, чья жизнь разворачивается вокруг истории двух влюблённых, Гумы и Ливии. Среди них чернокожий Руфино и его возлюбленная-мулатка Эсмеральда; Франсишку, дядя Гумы, чинящий сети; и сквернословящая Роза Палмейран.